# Герасимовка (Дубровский район)
Герасимовка — деревня в Ду́бровском районе Брянской области, в составе Алешинского сельского поселения. Расположена в 18 км к юго-западу от посёлка городского типа Дубровка. Население — 83 человека (2010).
Упоминается с XIX века; бывшее владение Герасимовых, Савиных и др. Входила в приход села Нижеровки (с 1856). С 1861 по 1924 в Алешинской волости Брянского (с 1921 — Бежицкого) уезда; позднее в Дубровской волости, Дубровском районе (с 1929). Входила в состав Заустьенского (до 1969), Серпеевского (1969—1992) сельсоветов.